# Araneus illaudatus
Araneus illaudatus (Gertsch & Mulaik, 1936) è un ragno appartenente alla famiglia Araneidae.

## Distribuzione
La specie è stata rinvenuta in alcune località degli USA.

## Tassonomia
Non sono stati esaminati esemplari di questa specie dal 1985
Attualmente, a dicembre 2013, non sono note sottospecie